# French Ensor Chadwick
French Ensor Chadwick, (Morgantown, Virginia Occidental, 28 de febrero de 1844 - 1919), marino militar, historiador e hispanista estadounidense.

## Biografía
Alcanzó el grado de almirante y ejerció un papel prominente en la reforma de la armada estadounidense después de la Guerra de Secesión; desempeñó una gran labor desde el punto de vista educativo en su puesto en la Academia Naval de Estados Unidos (1861-1864) y como presidente del Naval War College entre 1900 y 1903.

## Obras
- The Relations of the United States & SpainChapman & Hall, 1911.
- Causes of the Civil War 1859-1861
- Relations of the United States and Spain: Diplomacy, Scribner, 1909.
- The American Navy, Doubleday, 1918.
- Temperament, Disease and Health Putnams Sons, 1892.
- Causes of the Civil War, 1859-1861, (The American nation: a history), Harper & Brothers, 1906
- Paper on the training of seamen: Given before the U.S. Naval Institute, Press of the Claremont Manufacturing Co, 1880
- America asleep as new world era opens, Clark University, 1917

- Datos: Q5405098
- Multimedia: French Ensor Chadwick / Q5405098